# Niederländische Badmintonmeisterschaft 1970
Die Niederländische Badmintonmeisterschaft 1970 war die 29. Austragung der nationalen Titelkämpfe im Badminton in den Niederlanden. Sie fand Anfang 1970 in Rotterdam statt.

## Finalresultate
| Disziplin    | Sieger                             | Finalist                           | Ergebnis            |
| ------------ | ---------------------------------- | ---------------------------------- | ------------------- |
| Herreneinzel | Ruud van Ginneken                  | Huub van Ginneken                  | 11-15, 15-9, 15-2   |
| Dameneinzel  | Joke van Beusekom                  | Marjan Luesken                     | 11-2, 11-7          |
| Herrendoppel | Rudy Hartog Ad Verhoof             | Vic Leunissen Henk Weys            | 15-10, 17-18, 15-12 |
| Damendoppel  | Marja Ridder Marjan Luesken        | Felice de Nooyer Joke van Beusekom | 18-15, 8-15, 15-7   |
| Mixed        | Ruud van Ginneken Felice de Nooyer | Piet Ridder Marjan Luesken         | 15-6, 15-6          |